# Onkel
En onkel er enten en mand, der er er gift med ens moster, faster, morbror eller farbror, eller en mand, som er bror til ens mor eller far (dvs. morbror eller farbror).
Man kan derfor ikke være sikker på, om den, der bruger ordet "onkel", taler om en mand, der er genetisk beslægtet med personen selv, eller en person, der er ubeslægtet med personen selv. Nogle bruger de mere præcise betegnelser morbror og farbror om personer, man er i kødelig familie med, og onkel om personer, der er gift ind i familien, mens andre bruger onkel i begge tilfælde.
En kvinde med tilsvarende slægtskabsforhold som en onkel kaldes en tante, med samme usikkerhed i betydningen: enten beslægtet (faster eller moster) eller ubeslægtet. Ens fars eller mors onkel kaldes en grandonkel.
Ordet "onkel" kommer (via fransk oncle og tysk Onkel) fra det latinske ord avunculus, der er en diminutiv form af avus: bedstefar.
Ordet bruges også i en række tilfælde uformelt om en mand, der har et venskabeligt forhold til en eller flere (typisk yngre) person(er), som han ikke nødvendigvis er i familie med. Et berømt eksempel fra litteraturen er slaven onkel Tom i romanen Onkel Toms Hytte. Et andet eksempel er Onkel Danny (et tilnavn til Dan Turèll). Tilsvarende findes ordet "legeonkel".